# Standard Luik in het seizoen 2010/11
Standard Luik had in 2008 en 2009 het kampioenschap gewonnen. Maar een seizoen later presteerden de Rouches dan weer ondermaats. Rechtstreekse concurrent RSC Anderlecht veroverde een 30ste landstitel, waardoor de tijdelijke machtsverschuiving waarvan destijds in de media sprake was, terug ongedaan werd gemaakt. Standard begint anno 2010/11 aan een nieuw tijdperk. Enkele jeugdproducten kregen op het einde van het vorige seizoen al een kans en moeten nu volledig doorgroeien naar het eerste elftal. Verder is er ook de komst van Sergio Conceiçao. De gewezen aanvoerder van Standard keerde terug als assistent-coach. Er wordt dan ook veel verwacht van de aanwezigheid van de gewezen Gouden Schoen.
Trainer Dominique D'Onofrio kon niet rekenen op veel steun van de supporters, maar blijft toch aan het roer. Het bestuur, onder leiding van zijn broer Luciano D'Onofrio, vond hem de juiste man op de juiste plaats. Om zijn band met de supporters te versterken, rekent de club dus vooral op de vroegere publiekslieveling Conceiçao. Daar waar vorig jaar nog de nadruk lag op de Europese campagne, is nu een nieuwe landstitel het hoofddoel. Standard komt in Europa niet in actie en kan zich dan ook zonder afleidingen toeleggen op de Jupiler Pro League.
Op de transfermarkt was Standard erg vlijtig. Het opvallendste vertrek was dat van Milan Jovanović. De Serviër vertrok met een Gouden Schoen op zak via een achterpoortje. En ook die andere spits, Dieumerci Mbokani, zocht het buitenland op. Ze lagen beiden aan de basis van het succes uit de periode 2008-2009. Hun verlies werd opgevangen door onder meer de komst van de Egyptische topspits Emad Meteb en de lichtvoetige spelmaker Franck Berrier.
Maar Meteb, die werd binnengehaald als een echte topvoetballer, kwam in geen enkele officiële wedstrijd van Standard in actie. De Egyptenaar keerde terug naar zijn land en tekende er bij zijn vorige club een nieuw contract. Bovendien haalde de beloftevolle Christian Benteke niet zijn beste vorm, waarna het bestuur besloot drastisch in te grijpen. Luigi Pieroni werd bij AA Gent weggeplukt en op de laatste dag van de transferperiode haalde de club ook Mbaye Leye, Aloys Nong en Mémé Tchité naar Luik. Benteke werd dan weer, terwijl hij zich met de rest van de nationale ploeg op een interland voorbereidde, verhuurd aan KV Mechelen. Toen Benteke het nieuws vernam, liet hij verstaan nooit meer voor Standard te willen spelen.
In de reguliere competitie speelde Standard gematigd en zag clubs zoals Racing Genk, RSC Anderlecht, AA Gent en na een tijdje ook Club Brugge steeds verder van hen uitlopen. Standard moest zelfs vechten voor twee tickets naar play-off 1 tegen KV Mechelen en KSC Lokeren, Standard en Lokeren wonnen en gingen door naar play-off 1. Standard begon de play-off 1 als laatste en niemand dacht dat Standard een goede prestatie ging neerzetten en dat Racing Genk en Anderlecht voor de titel zouden strijden. Maar nadat Standard AA Gent in de halve finales van de Beker van België had uitgeschakeld begon het aan een lange reeks van gewonnen matchen. Anderlecht-Standard werd 1-3, Standard-Racing Genk werd 2-1, AA Gent-Standard werd 1-3 en Standard-Lokeren werd 3-0. AA Gent die als derde was geëindigd in de reguliere competitie zwakte af naar de vijfde plaats, Club Brugge bleef vierde en Lokeren werd zesde. Maar Standard kwam op een gedeelde tweede plaats met Anderlecht met nog maar één punt achterstand op leider Racing Genk. Anderlecht verdween uit de titelrace en Standard stond op de laatste speeldag op een half puntje van Racing Genk, ze moesten winnen want ze moesten naar de Cristal Arena (van Racing Genk). Standard begon de match goed maar na een ongelukkige trap in het gezicht van Mehdi Carcela-Gonzalez door Chris Mavinga kwam het tempo uit de match. Uiteindelijk werd het 1-1 en eindigde Standard op een half puntje van de titel, maar ze eindigden knap tweede en wonnen nog de Beker van België tegen Westerlo.

## Spelerskern
| Nr. | Nat.               | Pos. | Speler                 |
| 1   | Vlag van België    | DM   | Kristof Van Hout       |
| 2   | Vlag van België    | M    | Réginal Goreux 3       |
| 3   | Vlag van Brazilië  | V    | Victor Ramos           |
| 4   | Vlag van Ghana     | V    | Daniel Opare           |
| 5   | Vlag van Brazilië  | V    | Felipe                 |
| 6   | Vlag van België    | V    | Laurent Ciman          |
| 7   | Vlag van Frankrijk | M    | Franck Berrier         |
| 8   | Vlag van België    | M    | Steven Defour 1        |
| 9   | Vlag van België    | A    | Luigi Pieroni          |
| 10  | Vlag van Rwanda    | A    | Mémé Tchité            |
| 11  | Vlag van België    | M    | Mehdi Carcela-Gonzalez |
| 13  | Vlag van Kameroen  | A    | Aloys Nong             |
| 14  | Vlag van België    | M    | Danilo                 |
| 15  | Vlag van België    | V    | Sébastien Pocognoli    |
| 16  | Vlag van Marokko   | V    | Abdelfattah Boukhriss  |
| 19  | Vlag van Kroatië   | M    | Alen Pamić             |
| 20  | Vlag van België    | M    | Leroy Labylle          |
| 22  | Vlag van Frankrijk | M    | Eliaquim Mangala       |

| Nr. | Nat.                | Pos. | Speler              |
| 23  | Vlag van België     | M    | Tom De Mul          |
| 24  | Vlag van België     | M    | Koen Daerden        |
| 25  | Vlag van Brazilië   | V    | Kanu                |
| 26  | Vlag van België     | V    | François D'Onofrio  |
| 27  | Vlag van België     | M    | Arnor Angeli        |
| 28  | Vlag van België     | M    | Axel Witsel 2       |
| 29  | Vlag van Ivoorkust  | A    | Gohi Bi Zoro Cyriac |
| 30  | Vlag van België     | M    | Michy Batshuayi     |
| 31  | Vlag van België     | M    | Tino Susic          |
| 32  | Vlag van België     | V    | Christopher Verbist |
| 33  | Vlag van Montenegro | DM   | Srđan Blažić        |
| 35  | Vlag van Togo       | M    | Henry Eninful       |
| 37  | Vlag van België     | V    | Jelle Van Damme 4   |
| 38  | Vlag van Turkije    | DM   | Sinan Bolat         |
| 77  | Vlag van Roemenië   | A    | Gheorghe Grozav     |
| 80  | Vlag van Senegal    | M    | Pape Abdou Camara   |
| 99  | Vlag van Senegal    | A    | Mbaye Leye          |

 = Aanvoerder
Koen Daerden, Gregory Dufer en Edouard Kabamba werden uit de A-kern gezet om de kern af te slanken na de komst van Mbaye Leye, Mémé Tchite en Aloys Nong. Dufer trok nadien naar STVV en Daerden werd midden oktober terug in de kern opgenomen.

### Technische staf
- Trainer
  - Dominique D'Onofrio
- Assistent-trainer
  - Sergio Conceiçao
  - Siramana Dembele
- Keeperstrainer
  - Hans Galjé

## Transfers

### Zomer

#### Inkomend
- Franck Berrier (SV Zulte Waregem)
- Srđan Blažić (Levadiakos)
- Christian Benteke (KV Kortrijk)
- Eric Bokanga (AS Vita Club)
- Sergio Conceiçao (PAOK Saloniki) Assistent trainer T2
- Laurent Ciman (Club Brugge)
- Emad Meteb (Al-Ahly)
- Hans Galjé (KBVB)
- Beyogode Hans Dibi (FC Luik)
- Alen Pamić (HNK Rijeka)
- Daniel Opare (Real Madrid Castilla)
- Danilo Sousa Campos (Ajax Amsterdam)
- Tom De Mul (Sevilla FC)
- Luigi Pieroni (AA Gent)
- /  Mémé Tchité (Racing de Santander)
- Mbaye Leye (AA Gent)

#### Uitgaand
- Milan Jovanović (Liverpool FC)
- Moussa Traoré (SV Zulte Waregem) (verhuurd)
- Igor De Camargo (Borussia Mönchengladbach)
- Andréa Mbuyi-Mutombo (STVV) (Verhuurd)
- Pape Abdou Camara (STVV) (Verhuurd)
- Marcos Camozzato (Club Brugge)
- Hans Dibi (UD Melilla) (Verhuurd)
- Christian Benteke (KV Mechelen) (Verhuurd)
- Rami Gershon (KV Kortrijk) (Verhuurd)
- Landry Mulemo (Bucaspor)
- Wilfried Dalmat (Club Brugge)
- Dieumerci Mbokani (AS Monaco)
- Mohamed Sarr (Hércules CF)
- Benjamin Nicaise (Lierse SK)

### Winter

#### Inkomend
- Jelle Van Damme (Wolverhampton Wanderers)
- Henry Eninful (Académie Olufade)
- Pape Abdou Camara (STVV)
- Abdelfattah Boukhriss (FUS de Rabat)
- Kanu (SC Beira-Mar)
- Leroy Labylle (KRC Genk)

#### Uitgaand
- Grégory Dufer (STVV)
- Eric Bokanga (contract verbroken)
- Cédric Collet (contract verbroken)

## Jupiler Pro League

### Wedstrijden
| Wedstrijddetails                                              | Thuisploeg                                                                     | Uitslag                     | Uitploeg                                         | Opstelling | Kaarten                                                              |
| ------------------------------------------------------------- | ------------------------------------------------------------------------------ | --------------------------- | ------------------------------------------------ | --- | -------------------------------------------------------------------- |
| Heenronde                                                     |                                                                                |                             |                                                  | |                                                                      |
| 30 juli 2010 20:30u Stade Maurice Dufrasne Luik               | Standard Luik                                                                  | 1-1                         | Zulte Waregem                                    | Bolat Ciman, Mangala, Ramos, Pocognoli Carcela, Defour, Danilo (78' Grozav), Witsel Bokanga (59' Cyriac), Benteke                   | 85' Ramos                                                            |
| 30 juli 2010 20:30u Stade Maurice Dufrasne Luik               | 87' Defour                                                                     | 0-1 1-1                     | 33' Hyland                                       | Bolat Ciman, Mangala, Ramos, Pocognoli Carcela, Defour, Danilo (78' Grozav), Witsel Bokanga (59' Cyriac), Benteke                   | 85' Ramos                                                            |
| 7 augustus 2010 20:00 Herman Vanderpoortenstadion Lier        | Lierse SK                                                                      | 1-4                         | Standard Luik                                    | Bolat Ciman, Mangala, Ramos, Pocognoli Carcela, Defour, Witsel, Daerden (75' Grozav) Cyriac (88' Danilo), Benteke (66' Bokanga)     | 20' Defour                                                           |
| 7 augustus 2010 20:00 Herman Vanderpoortenstadion Lier        | 30' Cavens                                                                     | 0-1 1-1 1-2 1-3 1-4         | 17' Witsel 37' Carcela 70' Carcela 87' Pocognoli | Bolat Ciman, Mangala, Ramos, Pocognoli Carcela, Defour, Witsel, Daerden (75' Grozav) Cyriac (88' Danilo), Benteke (66' Bokanga)     | 20' Defour                                                           |
| 14 augustus 2010 18:00 Stade Maurice Dufrasne Luik            | Standard Luik                                                                  | 3-3                         | KSC Lokeren                                      | Bolat Opare, Mangala, Ramos, Pocognoli Carcela, Defour, Witsel, Daerden (46' Grozav) Cyriac (53' Pieroni), Benteke (69' Bokanga)    | 57' Defour 61' Pocognoli 67' Carcela 67' Bolat 73' Grozav 78' Witsel |
| 14 augustus 2010 18:00 Stade Maurice Dufrasne Luik            | 68' Defour 70' Carcela 71' Carcela                                             | 0-1 0-2 1-2 2-2 3-2 3-3     | 36' Persoons 52' De Pauw 88' Tshimanga           | Bolat Opare, Mangala, Ramos, Pocognoli Carcela, Defour, Witsel, Daerden (46' Grozav) Cyriac (53' Pieroni), Benteke (69' Bokanga)    | 57' Defour 61' Pocognoli 67' Carcela 67' Bolat 73' Grozav 78' Witsel |
| 20 augustus 2010 20:30 Stayen Sint-Truiden                    | Sint-Truiden VV                                                                | 1-0                         | Standard Luik                                    | Bolat Opare, Felipe, Ramos, Pocognoli Carcela, Defour, Mangala, Witsel Grozav (29' Bokanga), Benteke (60' Pieroni)                  | 48' Pocognoli 53' Mangala 72' Pocognoli 85' Opare                    |
| 20 augustus 2010 20:30 Stayen Sint-Truiden                    | 2' Sidibe                                                                      | 1-0                         |                                                  | Bolat Opare, Felipe, Ramos, Pocognoli Carcela, Defour, Mangala, Witsel Grozav (29' Bokanga), Benteke (60' Pieroni)                  | 48' Pocognoli 53' Mangala 72' Pocognoli 85' Opare                    |
| 28 augustus 2010 20:00 Stade Maurice Dufrasne Luik            | Standard Luik                                                                  | 1-0                         | KV Kortrijk                                      | Bolat Ciman, Mangala, Felipe, Opare Goreux (67' Grozav), Defour, Witsel, Carcela Bokanga, Pieroni (73' Benteke)                     | 74' Grozav 84' Ciman                                                 |
| 28 augustus 2010 20:00 Stade Maurice Dufrasne Luik            | 57' Pieroni                                                                    | 1-0                         |                                                  | Bolat Ciman, Mangala, Felipe, Opare Goreux (67' Grozav), Defour, Witsel, Carcela Bokanga, Pieroni (73' Benteke)                     | 74' Grozav 84' Ciman                                                 |
| 11 september 2010 20:00 Stade Maurice Dufrasne Luik           | Standard Luik                                                                  | 2-0                         | Cercle Brugge                                    | Bolat Ciman, Mangala, Felipe, Opare Goreux (89' Bokanga), Defour (62' Leye), Witsel, Carcela Nong (76' Pieroni), Tchité             |                                                                      |
| 11 september 2010 20:00 Stade Maurice Dufrasne Luik           | 5' Tchité 59' Witsel                                                           | 1-0 2-0                     |                                                  | Bolat Ciman, Mangala, Felipe, Opare Goreux (89' Bokanga), Defour (62' Leye), Witsel, Carcela Nong (76' Pieroni), Tchité             |                                                                      |
| 17 september 2010 20:30 Achter de Kazerne Mechelen            | KV Mechelen                                                                    | 1-0                         | Standard Luik                                    | Bolat Ciman, Mangala, Felipe, Opare Goreux, Defour, Witsel Nong (67' Carcela), Tchité (84' Pieroni), Leye (76' Cyriac)              | 22' Leye 59' Opare 63' Mangala 74' Witsel 90+2' Pieroni              |
| 17 september 2010 20:30 Achter de Kazerne Mechelen            | 85' Pandža                                                                     | 1-0                         |                                                  | Bolat Ciman, Mangala, Felipe, Opare Goreux, Defour, Witsel Nong (67' Carcela), Tchité (84' Pieroni), Leye (76' Cyriac)              | 22' Leye 59' Opare 63' Mangala 74' Witsel 90+2' Pieroni              |
| 22 september 2010 20:30 Stade Maurice Dufrasne Luik           | Standard Luik                                                                  | 2-1                         | Sporting Charleroi                               | Bolat Ciman, Mangala (21' Pocognoli), Felipe (17' Ramos), Opare Goreux, Defour, Witsel, Carcela Nong (89' Cyriac), Tchité           | 26' Nong 77' Ramos                                                   |
| 22 september 2010 20:30 Stade Maurice Dufrasne Luik           | 44' Ciman 60' Defour                                                           | 1-0 2-0 2-1                 | 82' Losada                                       | Bolat Ciman, Mangala (21' Pocognoli), Felipe (17' Ramos), Opare Goreux, Defour, Witsel, Carcela Nong (89' Cyriac), Tchité           | 26' Nong 77' Ramos                                                   |
| 25 september 2010 20:00 't Kuipje Westerlo                    | KVC Westerlo                                                                   | 1-2                         | Standard Luik                                    | Bolat Ciman, Ramos, Pocognoli, Opare Goreux, Defour, Witsel, Carcela (90+4' Dibi) Tchité (90+1' Nong), Cyriac (82' Leye)            | 41' Pocognoli 42' Ramos 57' Goreux 87' Goreux                        |
| 25 september 2010 20:00 't Kuipje Westerlo                    | 82' Henrique                                                                   | 0-1 0-2 1-2                 | 44' Cyriac 70' Cyriac                            | Bolat Ciman, Ramos, Pocognoli, Opare Goreux, Defour, Witsel, Carcela (90+4' Dibi) Tchité (90+1' Nong), Cyriac (82' Leye)            | 41' Pocognoli 42' Ramos 57' Goreux 87' Goreux                        |
| 3 oktober 2010 18:00 Stade Maurice Dufrasne Luik              | Standard Luik                                                                  | 5-1                         | RSC Anderlecht                                   | Bolat Ciman, Ramos, Opare, Pocognoli Defour (86' Angeli), Witsel, Carcela Leye (83' Bokanga), Tchité, Cyriac (74' Nong)             | 25' Cyriac 56' Tchité 63' Witsel 68' Opare                           |
| 3 oktober 2010 18:00 Stade Maurice Dufrasne Luik              | 4' Leye 55' Tchité 59' Tchité 85' Bokanga 90+3' Carcela                        | 1-0 2-0 3-0 3-1 4-1 5-1     | 66' Boussoufa                                    | Bolat Ciman, Ramos, Opare, Pocognoli Defour (86' Angeli), Witsel, Carcela Leye (83' Bokanga), Tchité, Cyriac (74' Nong)             | 25' Cyriac 56' Tchité 63' Witsel 68' Opare                           |
| 17 oktober 2010 18:00 Cristal Arena Genk                      | KRC Genk                                                                       | 4-2                         | Standard Luik                                    | Bolat Ciman, Ramos (84' Pieroni), Felipe, Pocognoli Carcela, Defour, Witsel Leye (73' Bokanga), Tchité, Cyriac (35' Van Hout)       | 33' Bolat 36' Felipe 76' Defour 90+4' Ciman                          |
| 17 oktober 2010 18:00 Cristal Arena Genk                      | 1' Ogunjimi 14' João Carlos 45+4' Vossen 90+3' Töszér                          | 1-0 2-0 2-1 3-1 3-2 4-2     | 28' Carcela 56' Tchité                           | Bolat Ciman, Ramos (84' Pieroni), Felipe, Pocognoli Carcela, Defour, Witsel Leye (73' Bokanga), Tchité, Cyriac (35' Van Hout)       | 33' Bolat 36' Felipe 76' Defour 90+4' Ciman                          |
| 24 oktober 2010 18:00 Stade Maurice Dufrasne Luik             | Standard Luik                                                                  | 2-1                         | AA Gent                                          | Van Hout Ciman, Opare (89' Goreux), Felipe, Pocognoli Leye (90+4' Bokanga), Defour, Witsel, Carcela Cyriac (74' Nong), Tchité       | 41' Pocognoli                                                        |
| 24 oktober 2010 18:00 Stade Maurice Dufrasne Luik             | 44' Tchité 47' Carcela                                                         | 1-0 2-0 2-1                 | 83' Coulibaly                                    | Van Hout Ciman, Opare (89' Goreux), Felipe, Pocognoli Leye (90+4' Bokanga), Defour, Witsel, Carcela Cyriac (74' Nong), Tchité       | 41' Pocognoli                                                        |
| 31 oktober 2010 15:30 Jan Breydelstadion Brugge               | Club Brugge                                                                    | 2-2                         | Standard Luik                                    | Bolat (45+1' Blazic) Ciman, Opare, Felipe, Pocognoli Leye, Defour, Witsel, Carcela Cyriac (81' Ramos), Tchité (89' Bokanga)         | 11' Defour 15' Tchité 39' Ciman 79' Ciman                            |
| 31 oktober 2010 15:30 Jan Breydelstadion Brugge               | 39' Vargas 55' Vargas                                                          | 0-1 1-1 2-1 2-2             | 29' Simaeys (own) 71' Cyriac                     | Bolat (45+1' Blazic) Ciman, Opare, Felipe, Pocognoli Leye, Defour, Witsel, Carcela Cyriac (81' Ramos), Tchité (89' Bokanga)         | 11' Defour 15' Tchité 39' Ciman 79' Ciman                            |
| 6 oktober 2010 20:00 Stade Maurice Dufrasne Luik              | Standard Luik                                                                  | 1-3                         | KAS Eupen                                        | Van Hout Mangala (86' Pieroni), Ramos, Felipe, Pocognoli Angeli (78' Bokanga), Witsel, Carcela, Leye Cyriac, Tchité                 | 68' Felipe 77' Angeli                                                |
| 6 oktober 2010 20:00 Stade Maurice Dufrasne Luik              | 66' Cyriac                                                                     | 0-1 0-2 1-2 1-3             | 15' Vandenbergh 24' Vandenbergh 85' Jadid        | Van Hout Mangala (86' Pieroni), Ramos, Felipe, Pocognoli Angeli (78' Bokanga), Witsel, Carcela, Leye Cyriac, Tchité                 | 68' Felipe 77' Angeli                                                |
| 13 november 2010 20:00 't Kiel Antwerpen                      | Germinal Beerschot                                                             | 0-1                         | Standard Luik                                    | Van Hout Ciman, Opare, Ramos, Pocognoli Leye, Defour, Witsel, Carcela (72' Mangala) Cyriac (90+1' Verbist), Tchité (87' Bokanga)    | 28' Pocognoli 45' Pocognoli                                          |
| 13 november 2010 20:00 't Kiel Antwerpen                      |                                                                                | 0-1                         | 67' Tchité                                       | Van Hout Ciman, Opare, Ramos, Pocognoli Leye, Defour, Witsel, Carcela (72' Mangala) Cyriac (90+1' Verbist), Tchité (87' Bokanga)    | 28' Pocognoli 45' Pocognoli                                          |
| Terugronde                                                    |                                                                                |                             |                                                  | |                                                                      |
| 21 november 2010 18:00 Regenboogstadion Waregem               | Zulte Waregem                                                                  | 2-0                         | Standard Luik                                    | Van Hout Ciman, Opare, Ramos, Verbist (82' Pieroni) Carcela, Defour, Mangala (79' Nong), Witsel Leye (69' Grozav), Cyriac           | 38' Cyriac 57' Ramos 62' Defour                                      |
| 21 november 2010 18:00 Regenboogstadion Waregem               | 51' Habibou 66' Chevalier                                                      | 1-0 2-0                     |                                                  | Van Hout Ciman, Opare, Ramos, Verbist (82' Pieroni) Carcela, Defour, Mangala (79' Nong), Witsel Leye (69' Grozav), Cyriac           | 38' Cyriac 57' Ramos 62' Defour                                      |
| 27 november 2010 20:00 Stade Maurice Dufrasne Luik            | Standard Luik                                                                  | 7-0                         | Lierse SK                                        | Blazic Ciman, Opare, Mangala, Pocognoli Leye (78' Grozav), Defour, Witsel, Carcela (90+1' D'Onofrio) Cyriac, Pieroni (71' Nong)     |                                                                      |
| 27 november 2010 20:00 Stade Maurice Dufrasne Luik            | 14' Witsel 37' Pieroni 40' Cyriac 56' Witsel 61' Carcela 67' Cyriac 80' Cyriac | 1-0 2-0 3-0 4-0 5-0 6-0 7-0 |                                                  | Blazic Ciman, Opare, Mangala, Pocognoli Leye (78' Grozav), Defour, Witsel, Carcela (90+1' D'Onofrio) Cyriac, Pieroni (71' Nong)     |                                                                      |
| 4 december 2010 20:00 Daknamstadion Lokeren                   | KSC Lokeren                                                                    | 2-1                         | Standard Luik                                    | Blazic Ciman, Opare, Mangala, Pocognoli Leye (80' Bokanga), Defour, Witsel, Carcela Pieroni (60' Nong), Cyriac                      | 82' Defour                                                           |
| 4 december 2010 20:00 Daknamstadion Lokeren                   | 20' De Ceulaer 79' De Ceulaer                                                  | 1-0 2-0 2-1                 | 90+3' Carcela                                    | Blazic Ciman, Opare, Mangala, Pocognoli Leye (80' Bokanga), Defour, Witsel, Carcela Pieroni (60' Nong), Cyriac                      | 82' Defour                                                           |
| 11 december 2010 20:00 Stade Maurice Dufrasne Luik            | Standard Luik                                                                  | 1-0                         | Sint-Truiden VV                                  | Blazic Ciman, Opare, Mangala, Pocognoli Carcela, Defour (85' Angeli), Witsel, Daerden (68' Grozav) Leye (76' Pieroni), Cyriac       | 62' Opare 90' Angeli                                                 |
| 11 december 2010 20:00 Stade Maurice Dufrasne Luik            | 77' Cyriac                                                                     | 1-0                         |                                                  | Blazic Ciman, Opare, Mangala, Pocognoli Carcela, Defour (85' Angeli), Witsel, Daerden (68' Grozav) Leye (76' Pieroni), Cyriac       | 62' Opare 90' Angeli                                                 |
| 17 december 2010 20:30 Guldensporenstadion Kortrijk           | KV Kortrijk                                                                    | 2-1                         | Standard Luik                                    | Blazic Ciman, Opare, Mangala, Pocognoli Leye (76' Grozav), Carcela, Witsel, Daerden (60' Nong) Angeli (81' Pieroni), Cyriac         | 28' Ciman 56' Carcela 57' Opare 70' Opare                            |
| 17 december 2010 20:30 Guldensporenstadion Kortrijk           | 41' Mboyo 90+3' Rossini                                                        | 1-0 2-0 2-1                 | 90+5' Witsel                                     | Blazic Ciman, Opare, Mangala, Pocognoli Leye (76' Grozav), Carcela, Witsel, Daerden (60' Nong) Angeli (81' Pieroni), Cyriac         | 28' Ciman 56' Carcela 57' Opare 70' Opare                            |
| 26 december 2010 13:00 Jan Breydelstadion Brugge              | Cercle Brugge                                                                  | 1-0                         | Standard Luik                                    | Blazic Ciman, Felipe, Mangala, Pocognoli Angeli, Witsel, Carcela, Grozav (46' Leye) Cyriac (46' Nong), Pieroni (79' Goreux)         | 38' Witsel 44' Pieroni 50' Nong 60' Carcela                          |
| 26 december 2010 13:00 Jan Breydelstadion Brugge              | 35' Reynaldo                                                                   | 1-0                         |                                                  | Blazic Ciman, Felipe, Mangala, Pocognoli Angeli, Witsel, Carcela, Grozav (46' Leye) Cyriac (46' Nong), Pieroni (79' Goreux)         | 38' Witsel 44' Pieroni 50' Nong 60' Carcela                          |
| 23 januari 2011 18:00 Constant Vanden Stockstadion Anderlecht | RSC Anderlecht                                                                 | 2-0                         | Standard Luik                                    | Blazic Ciman, Opare, Mangala, Pocognoli Carcela, Camara (85' Pieroni), Daerden (54' Leye), Van Damme Nong (71' Goreux), Tchité      | 20' Van Damme 25' Camara                                             |
| 23 januari 2011 18:00 Constant Vanden Stockstadion Anderlecht | 49' Gillet 52' Legear                                                          | 1-0 2-0                     |                                                  | Blazic Ciman, Opare, Mangala, Pocognoli Carcela, Camara (85' Pieroni), Daerden (54' Leye), Van Damme Nong (71' Goreux), Tchité      | 20' Van Damme 25' Camara                                             |
| 29 januari 2011 20:00 Stade Maurice Dufrasne Westerlo         | Standard Luik                                                                  | 2-1                         | KVC Westerlo                                     | Blazic Opare, Ciman, Mangala, Pocognoli Goreux (72' Carcela), Eninful (90+3' Daerden), Camara, Van Damme Leye, Tchité (88' Pieroni) | 37' Van Damme                                                        |
| 29 januari 2011 20:00 Stade Maurice Dufrasne Westerlo         | 16' Goreux 44' Van Damme                                                       | 1-0 2-0 2-1                 | 71' Brüls                                        | Blazic Opare, Ciman, Mangala, Pocognoli Goreux (72' Carcela), Eninful (90+3' Daerden), Camara, Van Damme Leye, Tchité (88' Pieroni) | 37' Van Damme                                                        |
| 6 februari 2011 20:30 Kehrwegstadion Eupen                    | KAS Eupen                                                                      | 0-1                         | Standard Luik                                    | Blazic Opare, Ciman, Mangala, Pocognoli Goreux (90+4' Labylle), Eninful, Witsel, Van Damme Leye (65' Carcela), Tchité (90' Daerden) | 33' Eninful 39' Van Damme                                            |
| 6 februari 2011 20:30 Kehrwegstadion Eupen                    |                                                                                | 0-1                         | 11' Zukanovic (own)                              | Blazic Opare, Ciman, Mangala, Pocognoli Goreux (90+4' Labylle), Eninful, Witsel, Van Damme Leye (65' Carcela), Tchité (90' Daerden) | 33' Eninful 39' Van Damme                                            |
| 13 februari 2011 18:00 Stade Maurice Dufrasne Luik            | Standard Luik                                                                  | 0-2                         | KRC Genk                                         | Blazic Ciman, Kanu, Mangala, Pocognoli Goreux (46' Leye), Eninful (66' Labylle), Witsel, Van Damme Carcela, Tchité (77' Berrier)    | 56' Kanu 78' Pocognoli                                               |
| 13 februari 2011 18:00 Stade Maurice Dufrasne Luik            |                                                                                | 0-1 0-2                     | 32' Witsel (own) 57' Nwanganga                   | Blazic Ciman, Kanu, Mangala, Pocognoli Goreux (46' Leye), Eninful (66' Labylle), Witsel, Van Damme Carcela, Tchité (77' Berrier)    | 56' Kanu 78' Pocognoli                                               |
| 20 februari 2011 18:00 Jules Ottenstadion Gent                | AA Gent                                                                        | 4-1                         | Standard Luik                                    | Blazic Ciman (46' Opare), Kanu, Mangala, Van Damme Goreux (56' Carcela), Berrier (83' Batshuayi), Camara, Witsel, Daerden Leye      | 21' Camara 78' Leye                                                  |
| 20 februari 2011 18:00 Jules Ottenstadion Gent                | 9' Soumahoro 22' El Ghanassy 45+2' Thijs 81' El Ghanassy                       | 1-0 1-1 2-1 3-1 4-1         | 16' Leye                                         | Blazic Ciman (46' Opare), Kanu, Mangala, Van Damme Goreux (56' Carcela), Berrier (83' Batshuayi), Camara, Witsel, Daerden Leye      | 21' Camara 78' Leye                                                  |
| 26 februari 2011 20:00 Stade Maurice Dufrasne Luik            | Standard Luik                                                                  | 3-0                         | KV Mechelen                                      | Blazic Opare, Ciman, Mangala, Pocognoli Carcela, Defour (79' Pieroni), Witsel, Berrier (61' Daerden) Leye, Nong (90+1' Batshuayi)   |                                                                      |
| 26 februari 2011 20:00 Stade Maurice Dufrasne Luik            | 5' Witsel 38' Leye 41' Witsel                                                  | 1-0 2-0 3-0                 |                                                  | Blazic Opare, Ciman, Mangala, Pocognoli Carcela, Defour (79' Pieroni), Witsel, Berrier (61' Daerden) Leye, Nong (90+1' Batshuayi)   |                                                                      |
| 6 maart 2011 18:00 Stade Maurice Dufrasne Luik                | Standard Luik                                                                  | 2-2                         | Club Brugge                                      | Blazic Opare, Ciman (89' Berrier), Mangala, Pocognoli Carcela, Defour, Witsel, Van Damme (78' Nong) Leye, Tchité                    | 17' Pocognoli 58' Leye                                               |
| 6 maart 2011 18:00 Stade Maurice Dufrasne Luik                | 87' Tchité 90+3' Carcela                                                       | 0-1 0-2 1-2 2-2             | 70' Perisic 76' Akpala                           | Blazic Opare, Ciman (89' Berrier), Mangala, Pocognoli Carcela, Defour, Witsel, Van Damme (78' Nong) Leye, Tchité                    | 17' Pocognoli 58' Leye                                               |
| 12 maart 2011 20:00 Stade du Pays de Charleroi Charleroi      | Sporting Charleroi                                                             | 0-2                         | Standard Luik                                    | Bolat Opare, Kanu, Mangala, Van Damme Carcela, Defour, Berrier (90+3' Daerden), Witsel Leye, Tchité (88' Camara)                    |                                                                      |
| 12 maart 2011 20:00 Stade du Pays de Charleroi Charleroi      |                                                                                | 0-1 0-2                     | 18' Van Damme 34' Tchité                         | Bolat Opare, Kanu, Mangala, Van Damme Carcela, Defour, Berrier (90+3' Daerden), Witsel Leye, Tchité (88' Camara)                    |                                                                      |
| 20 maart 2011 18:00 Stade Maurice Dufrasne Luik               | Standard Luik                                                                  | 1-0                         | Germinal Beerschot                               | Bolat Opare, Kanu, Mangala, Pocognoli Carcela (69' Berrier), Defour (71' Camara), Witsel, Van Damme Leye, Tchité (90' Pieroni)      | 45' Carcela 71' Opare                                                |
| 20 maart 2011 18:00 Stade Maurice Dufrasne Luik               | 11' Tchité                                                                     | 1-0                         |                                                  | Bolat Opare, Kanu, Mangala, Pocognoli Carcela (69' Berrier), Defour (71' Camara), Witsel, Van Damme Leye, Tchité (90' Pieroni)      | 45' Carcela 71' Opare                                                |
| Play-Off I                                                    |                                                                                |                             |                                                  | |                                                                      |
| 3 april 2011 18:00 Constant Vanden Stockstadion Anderlecht    | RSC Anderlecht                                                                 | 1-3                         | Standard Luik                                    | Bolat Ciman, Kanu, Felipe, Pocognoli Goreux, Camara, Van Damme (71' Leye), Daerden (89' Mangala) Nong, Pieroni (46' Tchité)         | 65' Van Damme 86' Camara 90+2' Bolat                                 |
| 3 april 2011 18:00 Constant Vanden Stockstadion Anderlecht    | 58' Gillet                                                                     | 0-1 0-2 0-3 1-3             | 29' Nong 45+2' Juhasz (own) 51' Nong             | Bolat Ciman, Kanu, Felipe, Pocognoli Goreux, Camara, Van Damme (71' Leye), Daerden (89' Mangala) Nong, Pieroni (46' Tchité)         | 65' Van Damme 86' Camara 90+2' Bolat                                 |
| 10 april 2011 20:30 Stade Maurice Dufrasne Luik               | Standard Luik                                                                  | 2-1                         | KRC Genk                                         | Bolat Opare, Kanu, Mangala, Pocognoli Carcela (90+3' Daerden), Defour (52' Camara), Witsel, Van Damme Leye (72' Nong), Tchité       | 76' Pocognoli                                                        |
| 10 april 2011 20:30 Stade Maurice Dufrasne Luik               | 85' Witsel 90+1' Nong                                                          | 0-1 1-1 2-1                 | 68' Tözsér                                       | Bolat Opare, Kanu, Mangala, Pocognoli Carcela (90+3' Daerden), Defour (52' Camara), Witsel, Van Damme Leye (72' Nong), Tchité       | 76' Pocognoli                                                        |
| 17 april 2011 18:00 Jules Ottenstadion Gent                   | AA Gent                                                                        | 1-3                         | Standard Luik                                    | Bolat Opare, Kanu (73' Felipe), Mangala, Pocognoli Carcela (89' Goreux), Camara, Witsel, Van Damme Nong (82' Daerden), Tchité       | 28' Mangala                                                          |
| 17 april 2011 18:00 Jules Ottenstadion Gent                   | 21' Thijs                                                                      | 0-1 1-1 1-2 1-3             | 5' Carcela 24' Tchité 45+1' Tchité               | Bolat Opare, Kanu (73' Felipe), Mangala, Pocognoli Carcela (89' Goreux), Camara, Witsel, Van Damme Nong (82' Daerden), Tchité       | 28' Mangala                                                          |
| 21 april 2011 20:30 Stade Maurice Dufrasne Luik               | Standard Luik                                                                  | 3-0                         | KSC Lokeren                                      | Bolat Opare, Mangala, Kanu, Pocognoli Carcela (89' Goreux), Camara, Witsel, Van Damme Nong (90+2' Pieroni), Tchité (80' Leye)       | 50' Kanu                                                             |
| 21 april 2011 20:30 Stade Maurice Dufrasne Luik               | 45+5' Carcela 83' Leye 87' Leye                                                | 1-0 2-0 3-0                 |                                                  | Bolat Opare, Mangala, Kanu, Pocognoli Carcela (89' Goreux), Camara, Witsel, Van Damme Nong (90+2' Pieroni), Tchité (80' Leye)       | 50' Kanu                                                             |
| 25 april 2011 18:00 Jan Breydelstadion Brugge                 | Club Brugge                                                                    | 1-1                         | Standard Luik                                    | Bolat Opare, Mangala, Kanu, Pocognoli Carcela (90+1' Goreux), Camara, Witsel, Van Damme Nong, Tchité (79' Leye)                     | 67' Mangala                                                          |
| 25 april 2011 18:00 Jan Breydelstadion Brugge                 | 69' Simaeys                                                                    | 1-0 1-1                     | 71' Nong                                         | Bolat Opare, Mangala, Kanu, Pocognoli Carcela (90+1' Goreux), Camara, Witsel, Van Damme Nong, Tchité (79' Leye)                     | 67' Mangala                                                          |
| 29 april 2011 20:30 Stade Maurice Dufrasne Luik               | Standard Luik                                                                  | 1-0                         | AA Gent                                          | Bolat Opara, Mangala, Kanu, Pocognoli (90+2' Daerden) Carcela (89' Ciman), Camara, Witsel, Van Damme Nong (77' Leye), Tchité        | 90+1' Van Damme 90+4' Opare                                          |
| 29 april 2011 20:30 Stade Maurice Dufrasne Luik               | 68' Tchité                                                                     | 1-0                         |                                                  | Bolat Opara, Mangala, Kanu, Pocognoli (90+2' Daerden) Carcela (89' Ciman), Camara, Witsel, Van Damme Nong (77' Leye), Tchité        | 90+1' Van Damme 90+4' Opare                                          |
| 7 mei 2011 20:00 Stade Maurice Dufrasne Luik                  | Standard Luik                                                                  | 1-0                         | Club Brugge                                      | Bolat Opare, Mangala, Kanu, Pocognoli Carcela (86' Ciman), Camara, Witsel (88' Daerden) Nong, Tchité, Leye (71' Defour)             |                                                                      |
| 7 mei 2011 20:00 Stade Maurice Dufrasne Luik                  | 34' Witsel                                                                     | 1-0                         |                                                  | Bolat Opare, Mangala, Kanu, Pocognoli Carcela (86' Ciman), Camara, Witsel (88' Daerden) Nong, Tchité, Leye (71' Defour)             |                                                                      |
| 11 mei 2011 20:30 Daknamstadion Lokeren                       | KSC Lokeren                                                                    | 0-1                         | Standard Luik                                    | Bolat Opare, Mangala, Kanu, Pocognoli Witsel, Defour (64' Goreux), Camara, Van Damme Nong (73' Leye), Tchité (90+2' Daerden)        | 49' Pocognoli 80' Goreux                                             |
| 11 mei 2011 20:30 Daknamstadion Lokeren                       |                                                                                | 0-1                         | 80' Goreux                                       | Bolat Opare, Mangala, Kanu, Pocognoli Witsel, Defour (64' Goreux), Camara, Van Damme Nong (73' Leye), Tchité (90+2' Daerden)        | 49' Pocognoli 80' Goreux                                             |
| 14 mei 2011 20:00 Stade Maurice Dufrasne Luik                 | Standard Luik                                                                  | 2-1                         | RSC Anderlecht                                   | Bolat Opare, Mangala, Kanu, Pocognoli (58' Ciman) Carcela (90+2' Goreux), Defour (77' Nong), Camara, Witsel, Van Damme Tchité       | 26' Van Damme 49' Opare 90' Ciman                                    |
| 14 mei 2011 20:00 Stade Maurice Dufrasne Luik                 | 32' Carcela 80' Tchité                                                         | 1-0 1-1 2-1                 | 71' Juhasz                                       | Bolat Opare, Mangala, Kanu, Pocognoli (58' Ciman) Carcela (90+2' Goreux), Defour (77' Nong), Camara, Witsel, Van Damme Tchité       | 26' Van Damme 49' Opare 90' Ciman                                    |
| 17 mei 2011 20:30 Cristal Arena Genk                          | KRC Genk                                                                       | 1-1                         | Standard Luik                                    | Bolat Opara, Mangala, Kanu, Pocognoli (73' Leye) Carcela (30' Nong), Defour (85' Goreux), Camara, Van Damme Witsel, Tchité          | 34' Opare 35' Kanu                                                   |
| 17 mei 2011 20:30 Cristal Arena Genk                          | 79' Kennedy                                                                    | 0-1 1-1                     | 45+3' Mangala                                    | Bolat Opara, Mangala, Kanu, Pocognoli (73' Leye) Carcela (30' Nong), Defour (85' Goreux), Camara, Van Damme Witsel, Tchité          | 34' Opare 35' Kanu                                                   |

- De wedstrijd Charleroi - Standard (12 maart 2011) werd net na de 0-2 even stilgelegd door scheidsrechter Frank De Bleeckere nadat er Bengaals vuur vanuit het supportersvak van Standard werd afgeschoten. De vuurpijl raakte Charleroi-keeper Rudy Riou. Later wierpen de supporters van Charleroi tennisballen op het veld en werd de wedstrijd opnieuw onderbroken door De Bleeckere.

### Statistieken
| Speeldag  | 1 | 2 | 3 | 4 | 5 | 6  | 7  | 8  | 9  | 10 | 11 | 12 | 13 | 14 | 15 | 16 | 17 | 18 | 19 | 20 | 21 | 22 | 23 | 24 | 25 | 26 | 27 | 28 | 29 | 30 |  | 1  | 2  | 3  | 4  | 5  | 6  | 7  | 8  | 9  | 10 |
| --------- | - | - | - | - | - | -- | -- | -- | -- | -- | -- | -- | -- | -- | -- | -- | -- | -- | -- | -- | -- | -- | -- | -- | -- | -- | -- | -- | -- | -- |  | -- | -- | -- | -- | -- | -- | -- | -- | -- | -- |
| Resultaat | g | w | g | v | w | w  | v  | w  | w  | w  | v  | w  | g  | v  | w  | v  | w  | v  | w  | v  | v  | v  | w  | w  | v  | v  | w  | g  | w  | w  |  | w  | w  | w  | w  | g  | w  | w  | w  | w  | g  |
| Punten    | 1 | 4 | 5 | 5 | 8 | 11 | 11 | 14 | 17 | 20 | 20 | 23 | 24 | 24 | 27 | 27 | 30 | 30 | 33 | 33 | 33 | 33 | 36 | 39 | 39 | 39 | 42 | 43 | 46 | 49 |  | 28 | 31 | 34 | 37 | 38 | 41 | 44 | 47 | 50 | 51 |
| Positie   | 7 | 3 | 6 | 8 | 6 | 6  | 6  | 5  | 5  | 3  | 4  | 3  | 4  | 5  | 4  | 5  | 4  | 5  | 4  | 4  | 6  | 6  | 5  | 5  | 7  | 7  | 7  | 7  | 6  | 6  |  | 5  | 3  | 3  | 2  | 2  | 2  | 2  | 2  | 2  | 2  |

### Klassement voor de Play-offs
| Pl. | Club               | Gesp. | W  | V  | G  | GV | GT | Ptn. |
| --- | ------------------ | ----- | -- | -- | -- | -- | -- | ---- |
| 1   | RSC Anderlecht     | 30    | 19 | 3  | 8  | 58 | 20 | 65   |
| 2   | KRC Genk           | 30    | 19 | 4  | 7  | 64 | 27 | 64   |
| 3   | AA Gent            | 30    | 17 | 7  | 6  | 59 | 42 | 57   |
| 4   | Club Brugge        | 30    | 16 | 9  | 5  | 60 | 35 | 53   |
| 5   | KSC Lokeren        | 30    | 13 | 6  | 11 | 43 | 36 | 50   |
| 6   | Standard Luik      | 30    | 15 | 11 | 4  | 50 | 38 | 49   |
| 7   | KV Mechelen        | 30    | 13 | 8  | 9  | 34 | 30 | 48   |
| 8   | KVC Westerlo       | 30    | 11 | 11 | 8  | 41 | 40 | 41   |
| 9   | KV Kortrijk        | 30    | 11 | 14 | 5  | 36 | 39 | 38   |
| 10  | Cercle Brugge      | 29    | 10 | 13 | 6  | 30 | 34 | 36   |
| 11  | SV Zulte Waregem   | 30    | 7  | 11 | 12 | 39 | 41 | 33   |
| 12  | Sint-Truidense VV  | 30    | 8  | 17 | 5  | 20 | 51 | 29   |
| 13  | Germinal Beerschot | 30    | 5  | 14 | 11 | 24 | 40 | 26   |
| 14  | Lierse SK          | 30    | 4  | 14 | 12 | 26 | 58 | 24   |
| 15  | KAS Eupen          | 30    | 5  | 17 | 8  | 26 | 58 | 24   |
| 16  | Sporting Charleroi | 29    | 4  | 18 | 7  | 20 | 51 | 19   |

### Klassement Play-off I
|           |   |                | P  | W | G | V | +  | -  | DS  | Ptn |
| --------- | - | -------------- | -- | - | - | - | -- | -- | --- | --- |
| K         | 1 | KRC Genk       | 10 | 6 | 1 | 3 | 16 | 12 | 4   | 51  |
| (CL)      | 2 | Standard Luik  | 10 | 8 | 2 | 0 | 18 | 6  | 12  | 51  |
| (EL)      | 3 | RSC Anderlecht | 10 | 3 | 2 | 5 | 14 | 16 | −2  | 44  |
| (barrage) | 4 | Club Brugge    | 10 | 4 | 4 | 2 | 13 | 6  | 7   | 43  |
|           | 5 | AA Gent        | 10 | 0 | 4 | 6 | 9  | 22 | −13 | 33  |
|           | 6 | KSC Lokeren    | 10 | 1 | 3 | 6 | 9  | 17 | −8  | 31  |

## Beker van België
Op 1 september 2010 werd er geloot voor de 1/16 finales. Standard Luik moest het opnemen tegen tweedeklasser Antwerp FC. Standard kwam 0-1 achter en zette vlak voor de rust de scheve situatie recht, maar zag hoe Opare in de tweede helft een rode kaart kreeg. Niet veel later zette Nong de 2-1-eindstand op het bord.
Standard Luik moest nadien tegen KRC Genk, de club die op dat moment op de eerste plaats in de Jupiler Pro League stond. Standard kwam na een penalty op voorsprong, maar Genk scoorde nog voor de rust de gelijkmaker. Na de rust scoorde Tchité de beslissende 2-1 en kwamen de Rouches niet echt meer in de problemen.
In de kwartfinale stond KV Mechelen twee keer op het programma. Standard won thuis overtuigend met 2-0 en maakte zo de terugwedstrijd bijna onnodig. Onder impuls van een sterke Axel Witsel wonnen de Rouches met 1-4, waardoor Standard verdiend doorstootte naar de halve finales.
In de halve finale moest Standard het opnemen tegen AA Gent. Eerst verloor Standard met 0-1 van AA Gent door doelpunt van Yassine El Ghanassy maar in de terugwedstrijd kon Standard toch doorstoten door een 4-2-overwinning.
In de finale waren de Rouches duidelijk sterker dan KVC Westerlo. Standard won met 0-2 en mocht zo voor de zesde keer in de geschiedenis de Beker in de lucht steken.

### Wedstrijd
| Beker van België                                  |                                                 |                         |                                         | |                                       |
| Wedstrijddetails                                  | Thuisploeg                                      | Uitslag                 | Uitploeg                                | Opstelling | Kaarten                               |
| 1/16 finale                                       |                                                 |                         |                                         | |                                       |
| 27 oktober 2010 20:45 Stade Maurice Dufrasne Luik | Standard Luik                                   | 2-1                     | Antwerp FC (II)                         | Blazic Ciman, Opare, Felipe, Pocognoli Angeli, Goreux (54' Carcela), Witsel, Bokanga (30' Leye) Nong, Pieroni (71' Ramos)         | 53' Opare                             |
| 27 oktober 2010 20:45 Stade Maurice Dufrasne Luik | 45' Opare 55' Nong                              | 0-1 1-1 2-1             | 21' De Vriese                           | Blazic Ciman, Opare, Felipe, Pocognoli Angeli, Goreux (54' Carcela), Witsel, Bokanga (30' Leye) Nong, Pieroni (71' Ramos)         | 53' Opare                             |
| 1/8 finale                                        |                                                 |                         |                                         | |                                       |
| 9 november 2010 20:45 Stade Maurice Dufrasne Luik | Standard Luik                                   | 2-1                     | KRC Genk                                | Van Hout Verbist, Ciman, Felipe (54' Ramos), Pocognoli Carcela, Defour, Witsel, Leye Cyriac (85' Bokanga), Tchité (90' Mangala)   | 32' Pocognoli 72' Witsel 88' Ciman    |
| 9 november 2010 20:45 Stade Maurice Dufrasne Luik | 18' Witsel 58' Tchité                           | 1-0 1-1 2-1             | 36' Leye (own)                          | Van Hout Verbist, Ciman, Felipe (54' Ramos), Pocognoli Carcela, Defour, Witsel, Leye Cyriac (85' Bokanga), Tchité (90' Mangala)   | 32' Pocognoli 72' Witsel 88' Ciman    |
| 1/4 finale                                        |                                                 |                         |                                         | |                                       |
| 26 januari 2011 20:35 Stade Maurice Dufrasne Luik | Standard Luik                                   | 2-0                     | KV Mechelen                             | Blazic Opare, Ciman, Mangala, Pocognoli Carcela (90+1' Berrier), Eninful, Angeli (46' Goreux), Daerden Leye, Tchité (89' Pieroni) | 18' Angeli 90+2' Daerden              |
| 26 januari 2011 20:35 Stade Maurice Dufrasne Luik | 24' Tchité 53' Daerden                          | 1-0 2-0                 |                                         | Blazic Opare, Ciman, Mangala, Pocognoli Carcela (90+1' Berrier), Eninful, Angeli (46' Goreux), Daerden Leye, Tchité (89' Pieroni) | 18' Angeli 90+2' Daerden              |
| 2 maart 2011 20:30 Achter de Kazerne Mechelen     | KV Mechelen                                     | 1-4                     | Standard Luik                           | Blazic Opare, Ciman, Mangala, Pocognoli Witsel, Defour (58' Tchité), Van Damme (67' Camara), Daerden Carcela, Leye (76' Berrier)  | 13' Van Damme 23' Mangala 36' Carcela |
| 2 maart 2011 20:30 Achter de Kazerne Mechelen     | 70' Gorius                                      | 0-1 0-2 0-3 1-3 1-4     | 48' Leye 64' Tchité 68' Witsel 72' Leye | Blazic Opare, Ciman, Mangala, Pocognoli Witsel, Defour (58' Tchité), Van Damme (67' Camara), Daerden Carcela, Leye (76' Berrier)  | 13' Van Damme 23' Mangala 36' Carcela |
| 1/2 finale                                        |                                                 |                         |                                         | |                                       |
| 16 maart 2011 20:30 Jules Ottenstadion Gent       | AA Gent                                         | 1-0                     | Standard Luik                           | Bolat Opare, Kanu, Mangala, Pocognoli Carcela, Defour (90' Camara), Berrier (60' Tchité), Van Damme Witsel, Leye                  |                                       |
| 16 maart 2011 20:30 Jules Ottenstadion Gent       | 29' El Ghanassy                                 | 1-0                     |                                         | Bolat Opare, Kanu, Mangala, Pocognoli Carcela, Defour (90' Camara), Berrier (60' Tchité), Van Damme Witsel, Leye                  |                                       |
| 6 april 2011 20:30 Stade Maurice Dufrasne Luik    | Standard Luik                                   | 4-2                     | AA Gent                                 | Bolat Opare, Kanu, Mangala, Pocognoli Carcela (79' Camara), Witsel, Defour (88' Felipe), Van Damme Leye, Tchité (90+2' Nong)      | 10' Grondin 66' Opare                 |
| 6 april 2011 20:30 Stade Maurice Dufrasne Luik    | 19' Van Damme 33' Tchité 69' Carcela 74' Tchité | 1-0 1-1 2-1 3-1 4-1 4-2 | 20' Coulibaly 82' Mboyo                 | Bolat Opare, Kanu, Mangala, Pocognoli Carcela (79' Camara), Witsel, Defour (88' Felipe), Van Damme Leye, Tchité (90+2' Nong)      | 10' Grondin 66' Opare                 |
| Finale                                            |                                                 |                         |                                         | |                                       |
| 21 mei 2011 20:30 Koning Boudewijnstadion Brussel | KVC Westerlo                                    | 0-2                     | Standard Luik                           | Bolat Opare, Mangala, Kanu, Boukhriss Goreux (78' Leye), Defour, Camara, Witsel, Van Damme (86' Nong) Tchité (90' Daerden)        | 53' Van Damme                         |
| 21 mei 2011 20:30 Koning Boudewijnstadion Brussel |                                                 | 0-1 0-2                 | 34' Mangala 61' Mravac (own)            | Bolat Opare, Mangala, Kanu, Boukhriss Goreux (78' Leye), Defour, Camara, Witsel, Van Damme (86' Nong) Tchité (90' Daerden)        | 53' Van Damme                         |

## Afbeeldingen

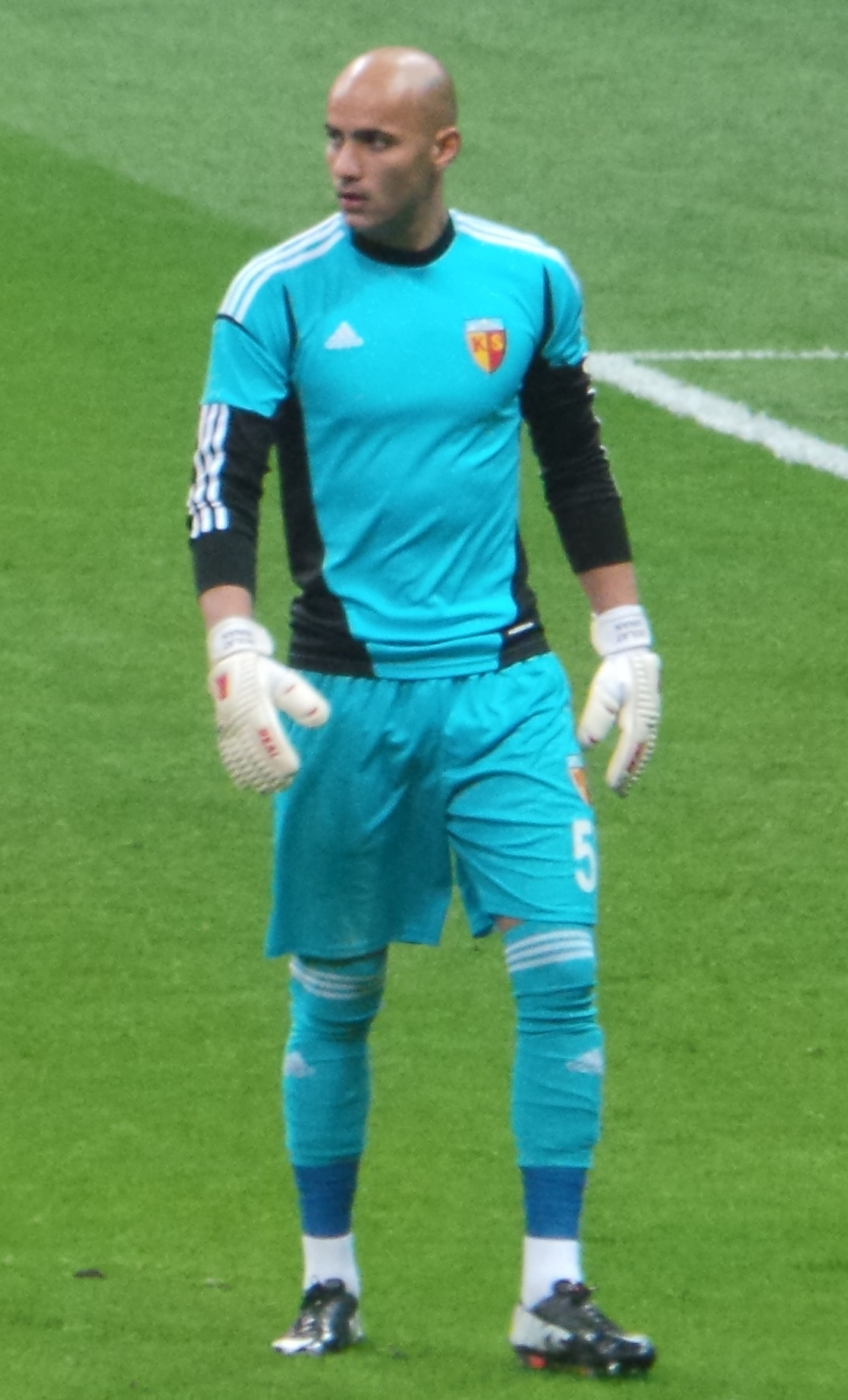
Sinan Bolat (doelman)
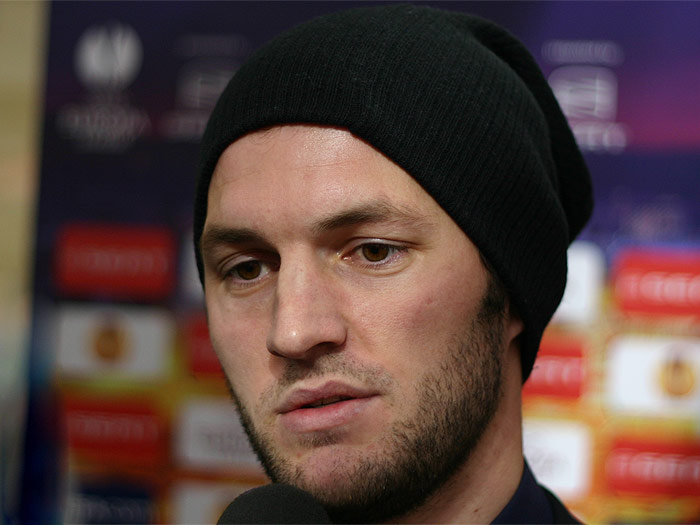
Jelle Van Damme (verdediger)
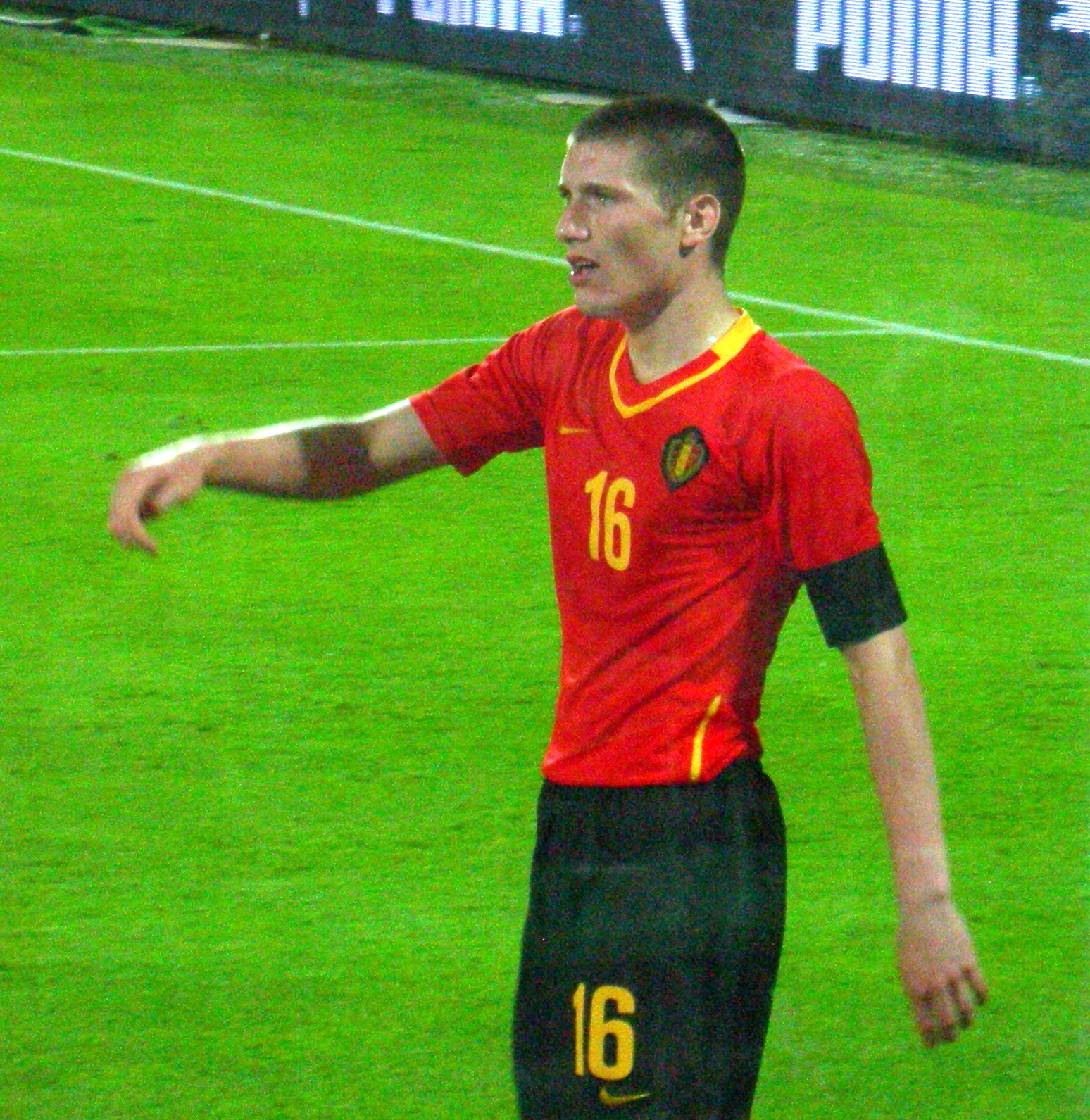
Sébastien Pocognoli (verdediger)
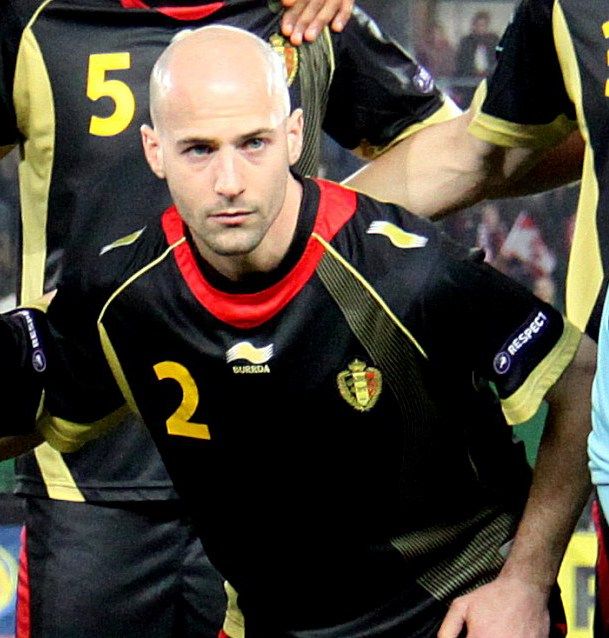
Laurent Ciman (verdediger)
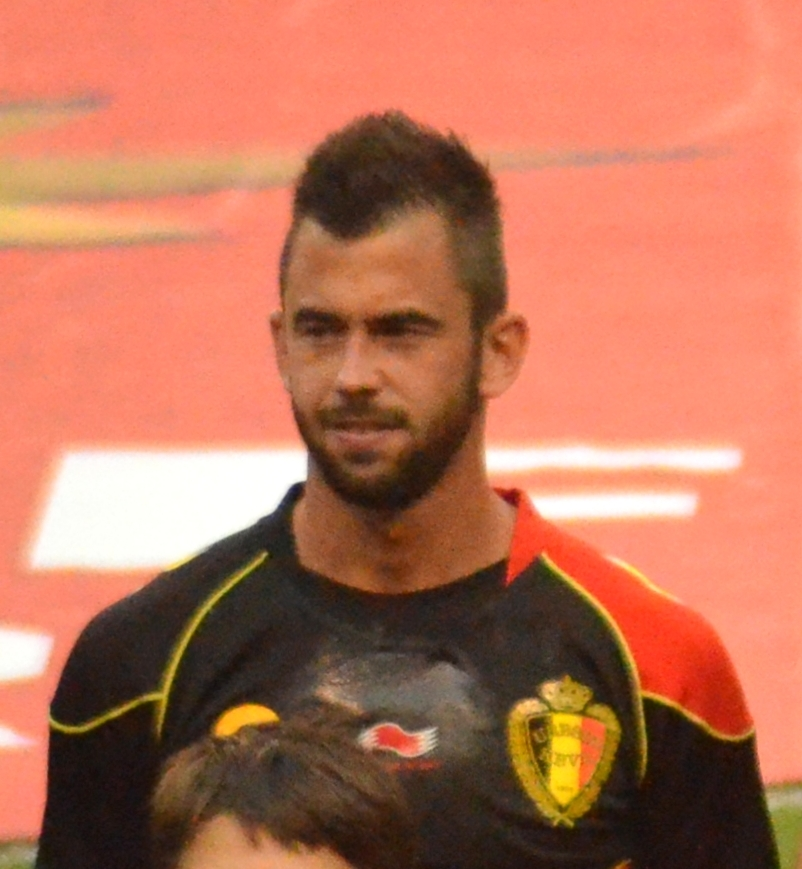
Steven Defour (middenvelder)
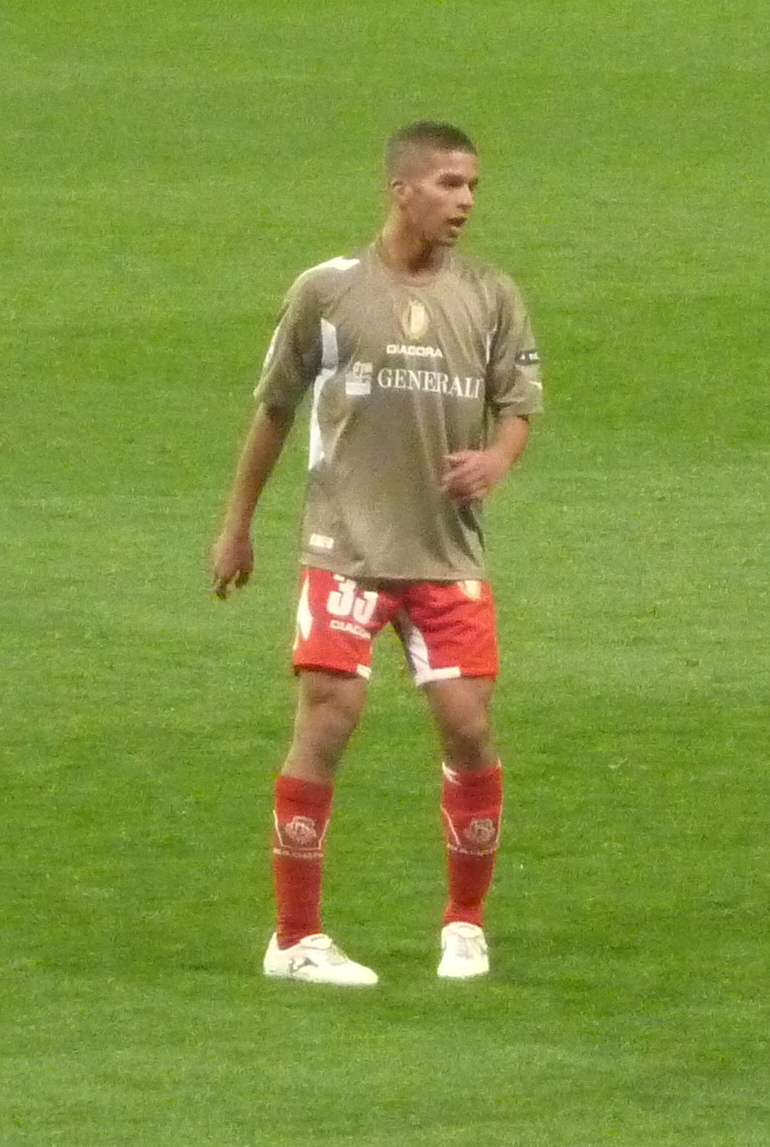
Mehdi Carcela (middenvelder)
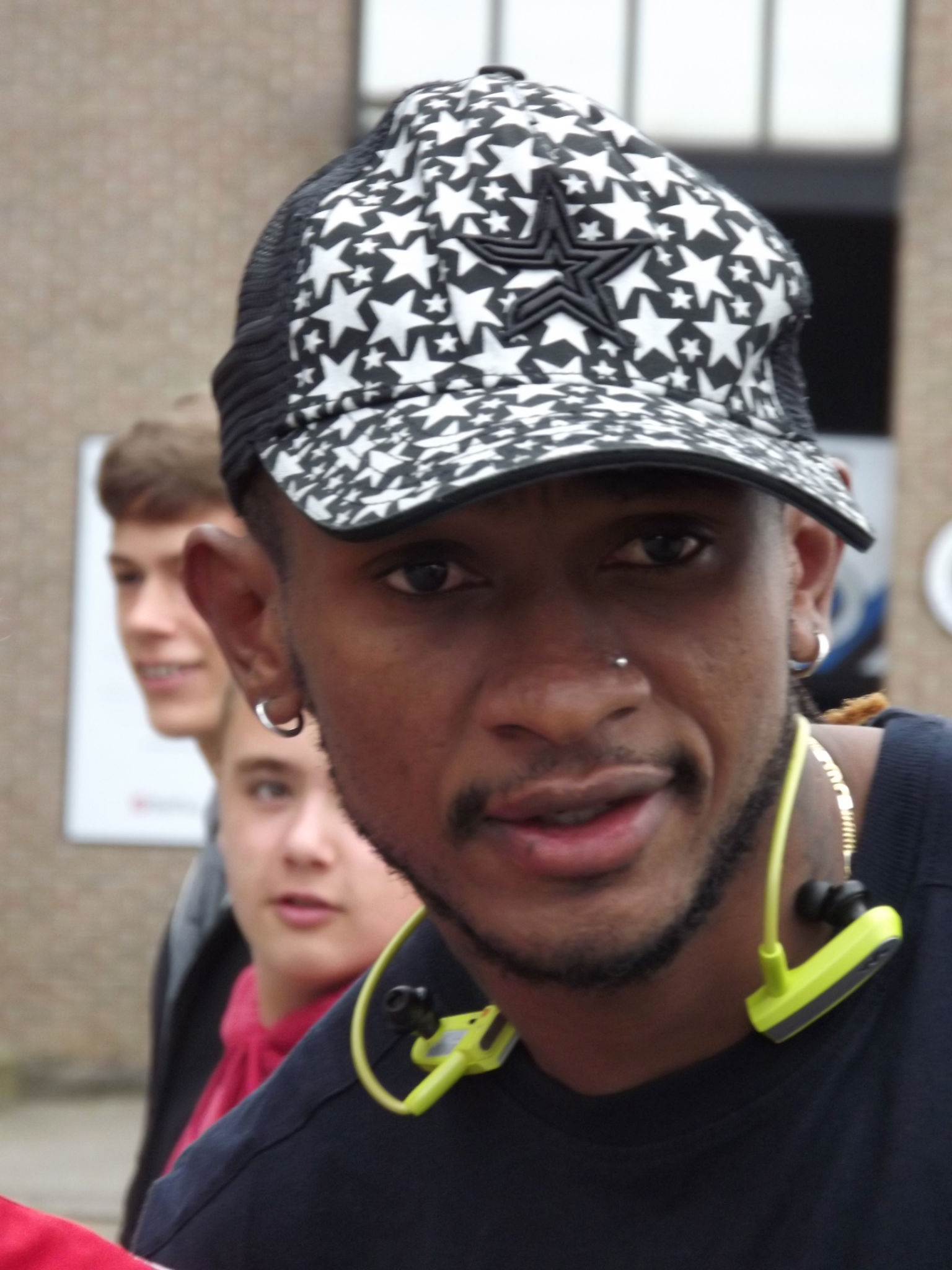
Mohamed Tchité (aanvaller)